# Sunset in the West
Sunset in the West è un film del 1950 diretto da William Witney.
È un musical western statunitense con Roy Rogers, Estelita Rodriguez e Penny Edwards.

## Produzione
Il film, diretto da William Witney su una sceneggiatura di Gerald Geraghty, fu prodotto da Edward J. White, come produttore associato, per la Republic Pictures e girato a Santa Clarita in California. Il titolo di lavorazione fu Sunset in the Sierras.

## Colonna sonora
- Sunset In The West - scritta da Foy Willing, parole di Aaron González, cantata da Roy Rogers e Riders of the Purple Sage
- When A Pretty Girl Passes By - scritta da Jack Elliott
- Rollin' Wheels - scritta da Jack Elliott, cantata da Roy Rogers e Riders of the Purple Sage

## Distribuzione
Il film fu distribuito negli Stati Uniti dal 25 settembre 1950 al cinema dalla Republic Pictures.
Altre distribuzioni:
- in Finlandia il 12 settembre 1952 (Asejuna katoaa)
- in Brasile (Comoção na Fronteira)
- in Cile (Fronteras de contrabando e Fusiles robados)

## Promozione
La tagline è: "Six-Gun Trouble!... the border blazes with bullet-fast action as Roy and the gang track down a band of international gun-runners!".